# Vinci
Vinci je malé toskánské město. V jeho části, Anchianu, se narodil a v rodině svého otce (s nevlastní matkou) své dětství prožil Leonardo da Vinci. Dnes je zde několik muzeí tohoto renesančního génia.

## Geografie
Sousední obce: Capraia e Limite, Carmignano, Cerreto Guidi, Empoli, Lamporecchio, Quarrata

## Historie
Na počátku bylo Vinci osídleno Etrusky, později se z něj stal římský opevněný tábor – castrum.
Malý hrad, postavený kolem roku 1100, patřil šlechtické rodině Guidi. Jejich práva na tento hrad potvrdil nejen Fridrich I. Barbarossa roku 1164, ale také v roce 1220 Fridrich II. Roger.
12. srpna 1254 bylo město dobyto Florenťany. Protože bylo situované na západním cípu florentského dominia, bylo častým svědkem bojů mezi Florenťany a Sieňany.
V 15. století měli hrad stále v držení Guidiové. Těm bylo také svěřeno opatrování malého Leonarda, nemanželského syna notáře, poté co si jeho otec všiml synova talentu.

## Hrad
Během století původní hrad prošel rukama řady majitelů a množstvím přestaveb. Poté, co ho vévoda Julius Masetti da Bagnano daroval obci, bylo rozhodnuto o zřízení muzea Leonarda da Vinci. Muzeum bylo otevřeno v roce 1953.
Expozice je složená z modelů Leonardových vynálezů, postavených podle mistrových nákresů a poznámek.
Na zdech hlavní místnosti nalezneme erby, které připomínají bývalé starosty obce a keramickou Madonnu s dítětem od Giovanniho della Robbia.
Před budovou hradu stojí socha Muže z Vinci, inspirovaná Leonardovým vitruviovským modelem muže.
Poblíž hradu leží kostel Svatého kříže. Podle tradice zde byl Leonardo pokřtěn.

## Vývoj počtu obyvatel
Počet obyvatel